# David Clinger
David Clinger (Los Angeles, 22 de novembre de 1977) fou un ciclista estatunidenc, professional des del 1997 fins al 2007.
Els seus principals èxits a Europa van ser el Gran Premi de Villafranca de Ordizia i una etapa de la Volta a Galícia.
L'any 2009 va donar positiu per testosterona durant el Campionat dels Estats Units d'Élite amateur i va ser sancionat per 2 anys. L'any 2011, mentre complia la suspensió, va donar positiu per clenbuterol en un control, i la USADA el va suspendre de per vida.
David Clinger es caracteritzava per tenir la cara plena de tatuatges.

## Palmarès
- 1998
  - Vencedor de 2 etapes al Tour de Toona
- 1999
  - 1r al Tour de Toona i vencedor d'una etapa
  - Vencedor d'una etapa del Tour de Beauce
  - Vencedor d'una etapa de la Cascade Classic
- 2000
  - Vencedor d'una etapa de la Volta a Galícia
- 2001
  - 1r a la Clàssica d'Ordizia
- 2002
  - 1r a la First Union Invitational
- 2003
  - Vencedor d'una etapa de la Volta a Geòrgia
  - 1r a la Volta a Connecticut i vencedor d'una etapa
  - Vencedor de 2 etapes de la Cascade Classic
- 2008
  - 1r a la San Luis Rey Classic

### Resultats a la Volta a Espanya
- 2000. 71è de la classificació general